# The Greenbrier

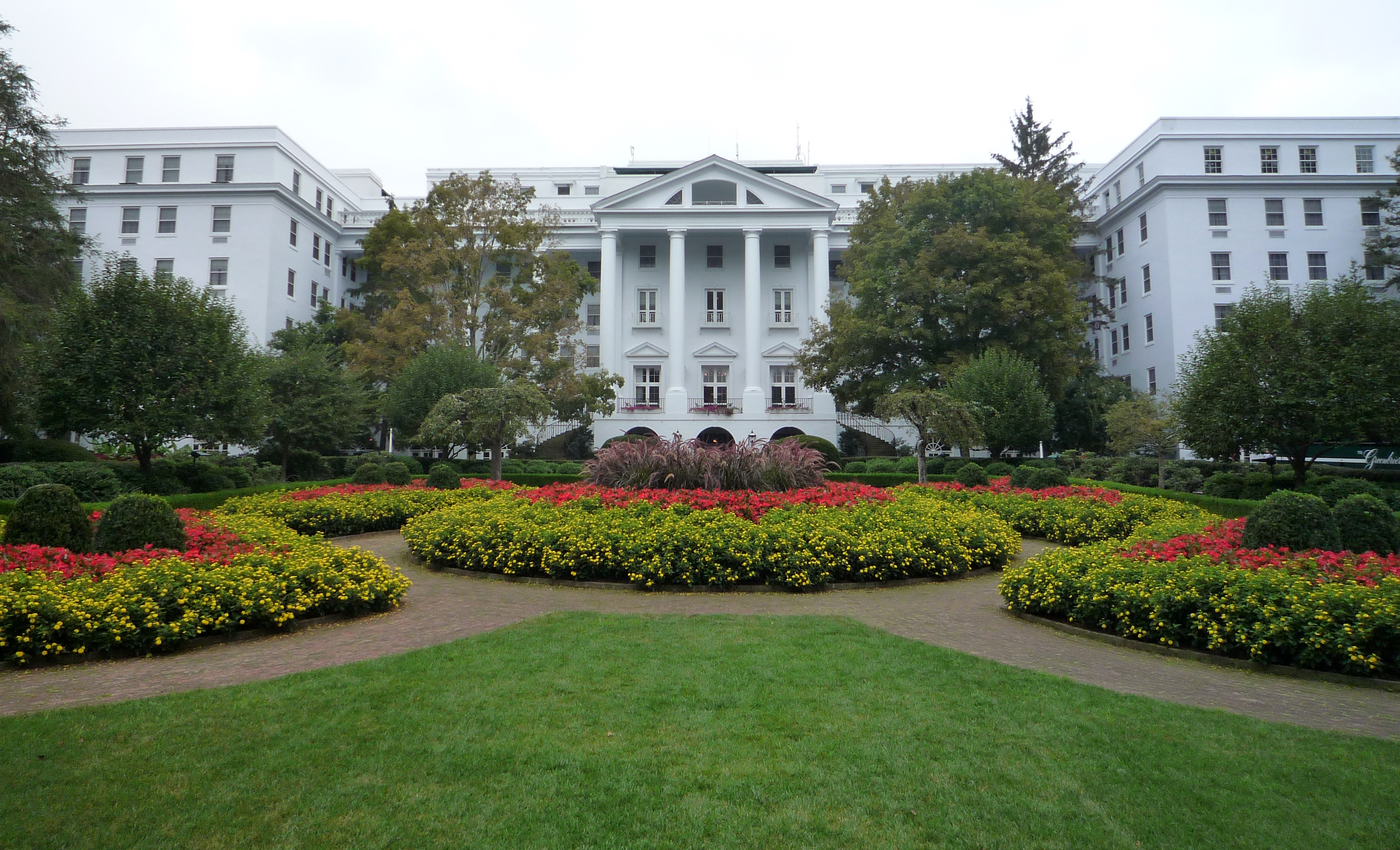
Huvudbyggnaden för The Greenbrier, 2008.

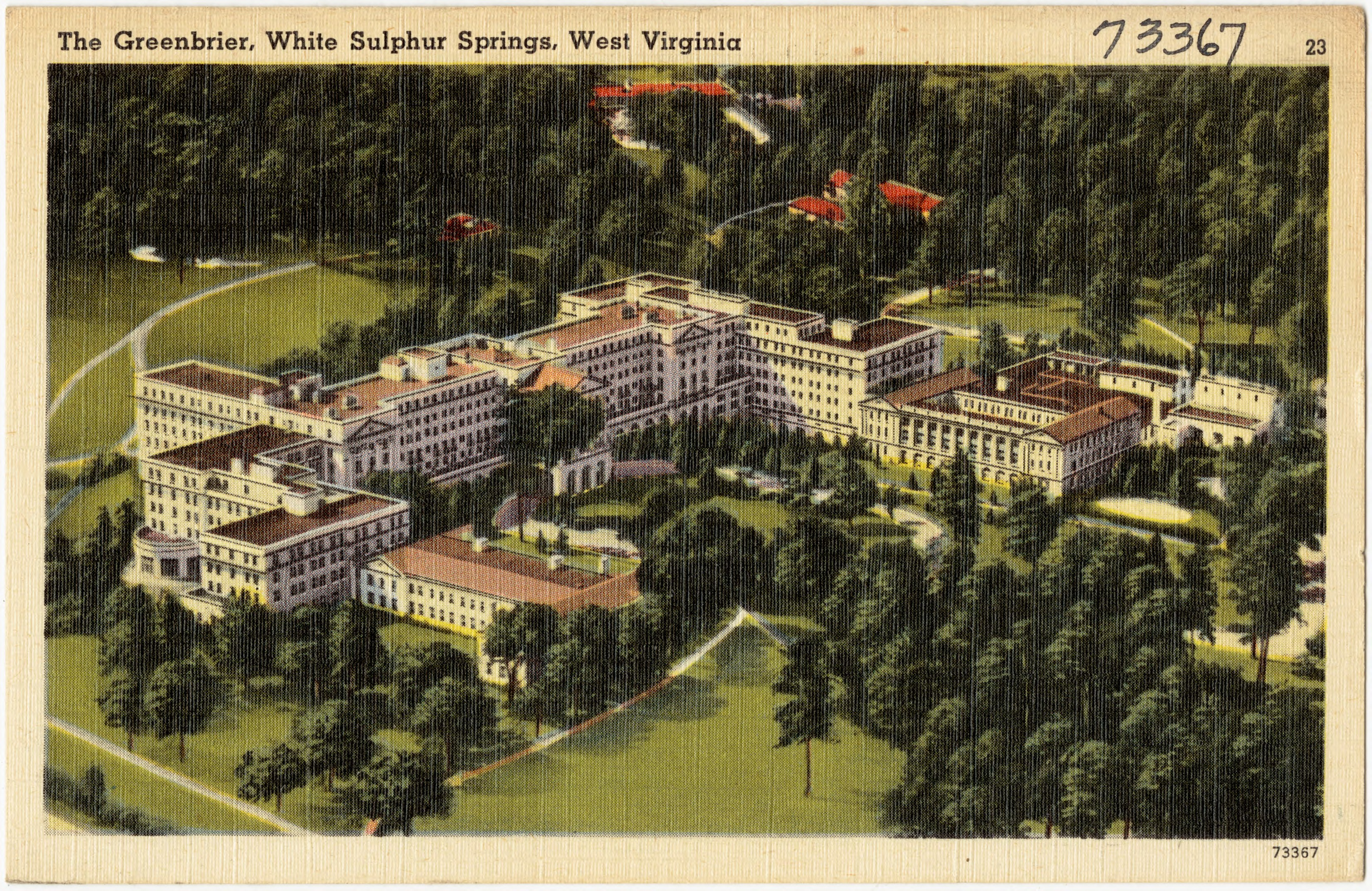
Huvudbyggnaden för The Greenbrier nångång mellan 1930 och 1945.

The Greenbrier är en turistanläggning som ligger precis väster om White Sulphur Springs, West Virginia i USA. Motorvägen Interstate 64 går direkt söder om The Greenbrier medan landsvägen U.S. Route 60 delar The Greenbrier i mitten. Anläggningen har bland annat butiker, hotell, golfklubb, kasino, museum, restauranger, spa, stugby, tennisbanor samt träningsanläggning men även ett institut för forskning inom idrottsmedicin, ortopedi och rehabilitering.
Den ägs och drivs av familjeföretaget Justice Family Group, som kontrolleras av affärsmannen och politikern Jim Justice.

## Historik
På 1800-talet köpte släkten Calwells, från Baltimore, mark vid White Sulphur Springs. Det som fanns på ägorna var bland annat vattenkälla för svavelvatten, som användes för att bota reumatism, och stugby. Stugorna såldes till inflytelserika släkter i södra USA som tillhörde bland andra Martin Van Buren och Henry Clay. År 1858 uppförde släkten en turistanläggning och ett stort hotell på ägorna. Under amerikanska inbördeskriget var anläggning stängd och var nära att bli totalförstörd under kriget. Efter att kriget avslutades så återställdes turistanläggningen och återöppnades i senare skede. År 1910 köptes den av järnvägsbolaget Chesapeake & Ohio Railway (C&O) och uppförde ett nytt stort hotell. Den invigdes 1913 och turistanläggningen fick då sitt nuvarande namn. Under andra världskriget var The Greenbrier först ett interneringsläger för diplomater som tillhörde axelmakterna och sen ett militärsjukhus med namnet Ashford General Hospital. Efter världskriget fick C&O tillbaka turistanläggningen och fortsatte att utveckla den. Den 21 juni 1990 blev The Greenbrier ett nationellt historiskt landmärke.
Den 20 mars 2009 ansökte turistanläggningen om konkursskydd med skulder på uppemot en halv miljard amerikanska dollar. Det var först tänkt att hotellkedjan Marriott International skulle köpa den för 130 miljoner dollar men den 7 maj blev det dock offentligt att Jim Justice och Justice Family Group hade köpt The Greenbrier för 20,1 miljoner dollar. Marriott International ansåg dock att hotellkedjan hade ett giltigt köpeavtal men parterna kunde komma överens om att det var Justice som var den officiella köparen efter att Justice betalade 7,5 miljoner dollar i straffavgift till Marriott.

## Golf
The Greenbrier har en golfklubb som driver två 18-håls golfbanor, Old White och Meadows. Golfklubben har arrangerat golfturneringar som bland annat Ryder Cup (1979), Solheim Cup (1994) och Greenbrier Classic (2010–2019). Den arrangerar också Liv Golf Greenbrier, som spelas på Old White sedan 2023.

## Project Greek Island
Mellan slutet av 1950-talet och 1992 hade The Greenbrier också en sekretessbelagd underjordisk bunker som gick under namnet Project Greek Island, som var byggd för att inneha USA:s kongress under ett eventuellt kärnvapenkrig. År 1992 publicerade dagstidningen The Washington Post en artikel om Project Greek Island, vilket innebar att bunkern kunde inte användas längre av kongressen.